# Troglosiro juberthiei
Troglosiro juberthiei is een hooiwagen uit de familie Troglosironidae.